# 琴姫七変化
『琴姫七変化』（ことひめしちへんげ）は、日本のテレビドラマ（時代劇）。読売テレビの制作により、日本テレビ放送網系列で、1960年（昭和35年）12月31日から1962年（昭和37年）12月29日にかけて全105話が放送された。大塚製薬の一社提供。放送時間は毎週土曜19:00 - 19:30（JST）。
主演は松山容子で、制作は日本電波映画。松山のあでやかな太刀さばきと、軽快な演出、当時としては画期的なオールロケを行い人気作品となった。ロケ先には毎回二～三千人のファンが集まり、特に松山の故郷である四国ロケではおよそ10万人が見物に訪れ、松山市での視聴率は69.4パーセントを記録した。

## 概要

### 制作の経緯

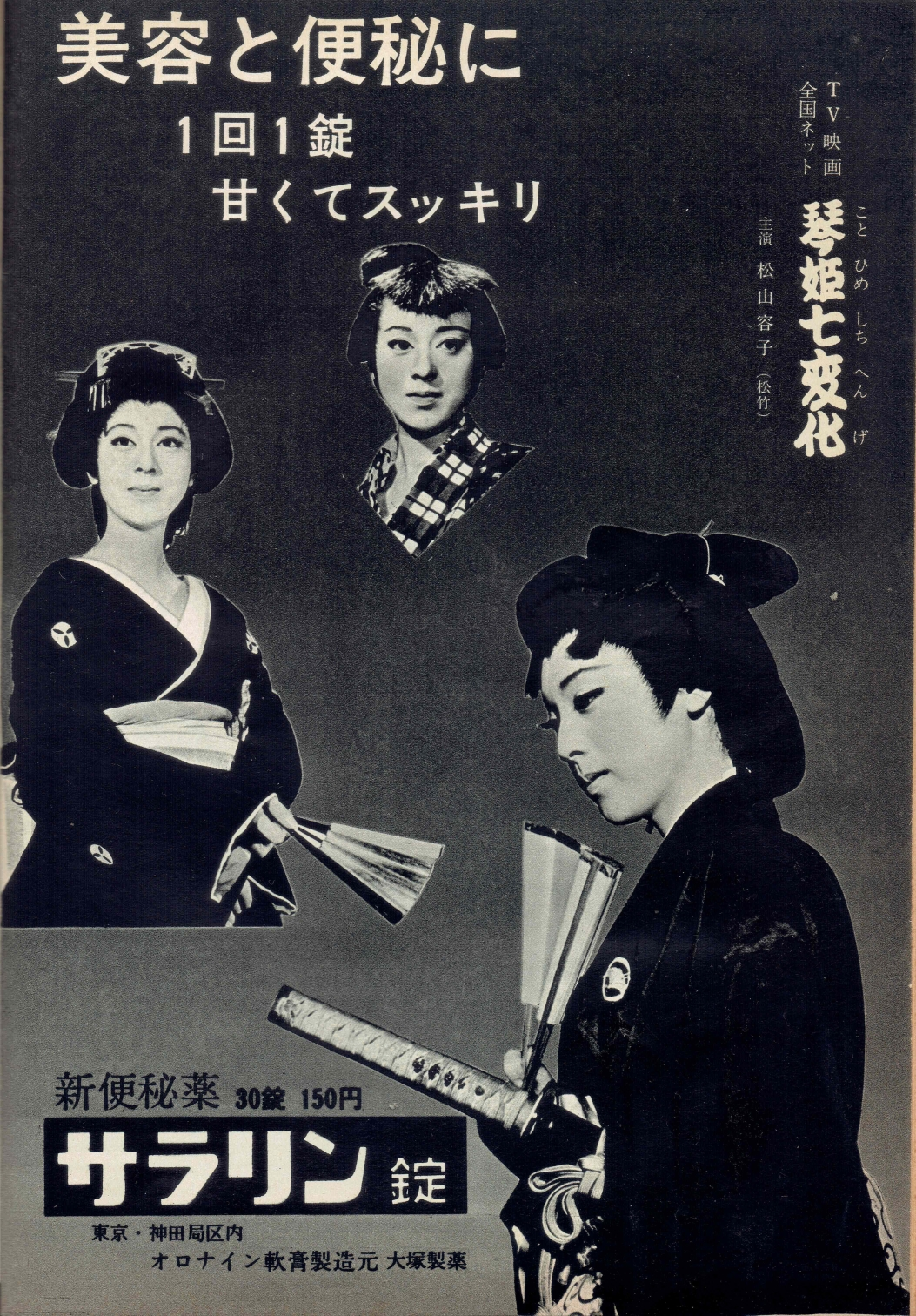
大塚製薬広告

1960年（昭和35年）の子ども向けテレビ時代劇『天馬天平』（本作と同じ日本電波映画制作、 フジテレビ）で、松竹所属の新進女優・松山容子の演じた、「凛々しい男装、華麗な剣の技で新撰組と闘う勤皇の姫君」・千也姫が評判となった。『お笑い珍勇伝 頓馬天狗→崑ちゃんのとんま天狗』（東宝制作）の後番組企画を練っていたスポンサーの大塚製薬がこの人気に着目、千也姫をモチーフとして、松山を主演に「男を凌ぐ剣の腕をもつ若武者姿の姫君」を主役にしたドラマ企画を打診して実現したものである。松山は『琴姫』への起用とその人気が契機となり、大塚食品が製造販売する「ボンカレー」の初代パッケージ（現在は沖縄県限定発売）に起用されるなど、大村崑と並び、「大塚グループの顔」として長く起用されることとなった。

### タイトルの読みについて
本編タイトル表記では関西での制作の影響もあり、「七変化」に「しちへんげ」でなく「ひちへんげ」とルビが振られ、テーマソングもそのように歌っている。但し、オープニングタイトルのナレーションでは「しちへんげ」と言っている。

## ストーリー
徳川11代将軍徳川家斉の末娘ながら柳生新陰流免許皆伝の腕前を持つ琴姫は、因習と追従に明け暮れる生活を嫌がり、御前試合で結婚相手候補の男たちを次々と打ち負かすと、江戸城を飛び出して旅に出る。姫装束から機に応じて小姓、若衆姿、股旅、鳥追い、芸者、渡世人等に姿を変え、行く先々で「許しませぬぞ!」の決め台詞とともに悪を懲らしめてゆく。前期（第一部）と後期（第二部）で基本プロットが異なっており、前期1年間は旅先で起こる事件を従者と共に解決する行状記、後期は城に戻った姫が江戸の庶民を苦しめる悪を倒す物語となっている。

## キャスト
- 琴姫：松山容子（松竹）
- 柳生大三郎（シリーズ前期の従者）：秋葉浩介
- 大塚四郎（シリーズ後期の従者）：松本錦四郎（松竹）
- お弔いのお俊（シリーズ後期の従者）：川保まき
- 徳川家斉：海江田譲二
- 佐治田恵子
- 入川保則
- 手塚茂夫
- 花村菊江
- 乗松ひろみ ほか

## スタッフ
- 制作：松本常保
- 制作会社：よみうりテレビ、日本電波映画
- 原作：松村楢宏
- 音楽：山田志郎
  - 主題歌「そよ風道中」 歌：花村菊江
- 企画：第一企画、吉田純一
- 脚本：尾形十三雄、西沢治、友田大助、吉田哲郎、本山大生ほか
- 監督：組田秋造、笹川博敏、荒井岱志、ほか
- 殺陣：二階堂武

## 放送局
- 読売テレビ：土曜 19:00 - 19:30
- 日本テレビ：土曜 19:00 - 19:30
- 東北放送：土曜 17:45 - 18:15（1961年7月時点）[5] → 土曜 18:15 - 18:45（1962年7月時点）[6] → 土曜 18:00 - 18:30（1962年10月から）[7]
- 福島テレビ（1965年に放送）：月曜 - 土曜 17:15 - 17:45[8]
- 札幌テレビ
- 東海テレビ
  - 名古屋放送
- ラジオ中国テレビ（再放送は本放送終了直後の1963 - 1964年に広島テレビで実施）
- テレビ西日本

## 再放送
モノクロ作品のため地上波（主に在京キー局）では再放送の機会を得られなくなっているが、2006年（平成18年）に独立局のとちぎテレビで平日9:00 - 10:00、2本まとめのパッケージの形で再放送されている。

## ソフト化
2014年（平成26年）、全105話中、前・後編のネガが現存する第二部45話分が「HDリマスター版DVD-BOX」として2月28日にPart-1、3月28日にPart-2がベストフィールドからリリースされた。